# ドンバスアエロ
ドンバスアエロ（ウクライナ語: Донбасаеро、英語: Donbassaero）はウクライナのドネツィク（ドンバス炭田の中心地）にあった航空会社。ドネツィク国際空港とキーウのボルィースピリ国際空港を中心に国内外に定期便を運航していた。

## 歴史

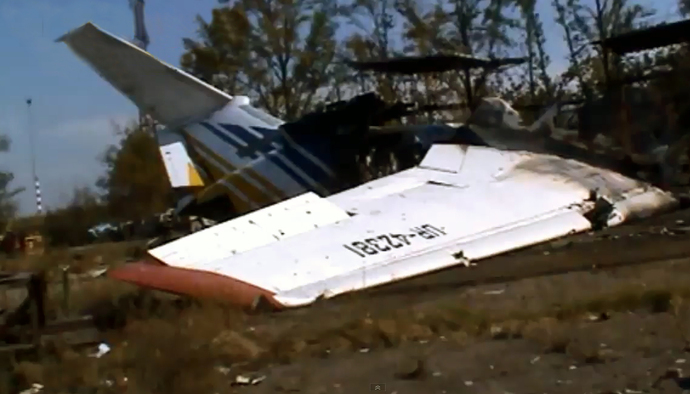
2014年ウクライナ騒乱時にドネツィク国際空港で破壊されたYak-42

ドンバスアエロは1933年にDonetsk State Airlineとして設立され、2003年に再編されドンバスアエロと改称した。2005年7月に公式ウェブサイトが開設され、2005年11月よりインターネットでのオンライン予約サービスがスタートした。
2013年1月14日に破産を申請し、運航を停止した。

## 就航都市
- ウクライナ
  - ドネツィク
  - キーウ
  - オデッサ
  - シンフェロポリ
  - ハルキウ
- ロシア
  - モスクワ（ドモジェドヴォ/シェレメーチエヴォ）
- アルメニア
  - エレバン
- ジョージア
  - トビリシ
- アゼルバイジャン
  - バクー
- リトアニア
  - ビリニュス
- トルコ
  - イスタンブール
  - アンタルヤ
  - ダラマン
- キプロス
  - ラルナカ
- アラブ首長国連邦
  - ドバイ
- ギリシャ
  - アテネ
- エジプト
  - シャルム・エル・シェイク

## 保有機材

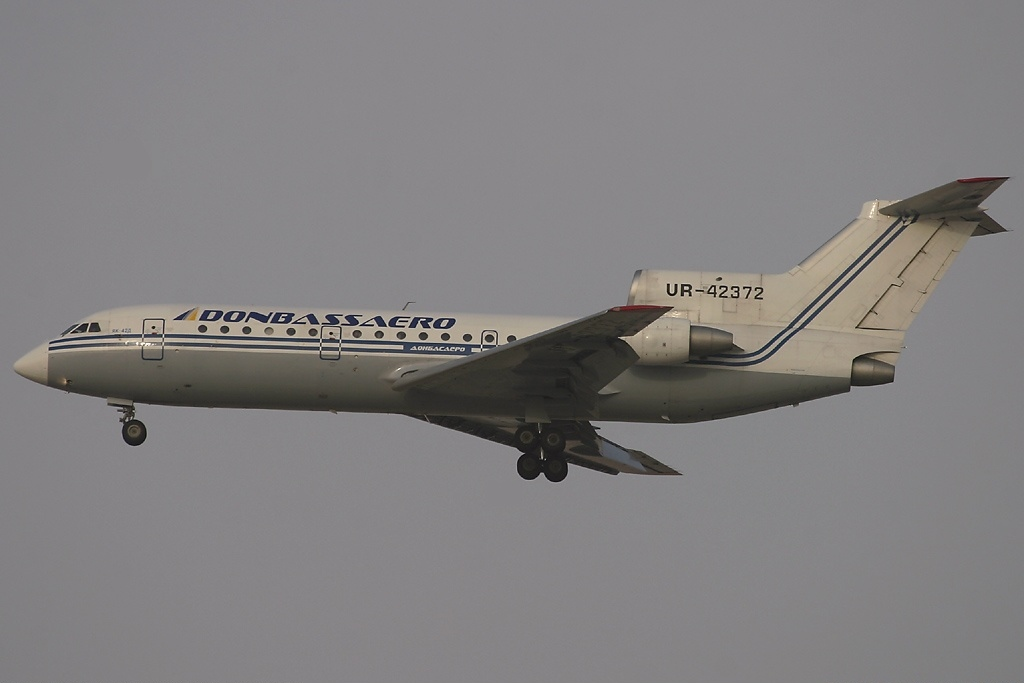
Yak-42

- エアバスA320-200　4機
- ヤコヴレフ42　6機